# Oosterhesselen

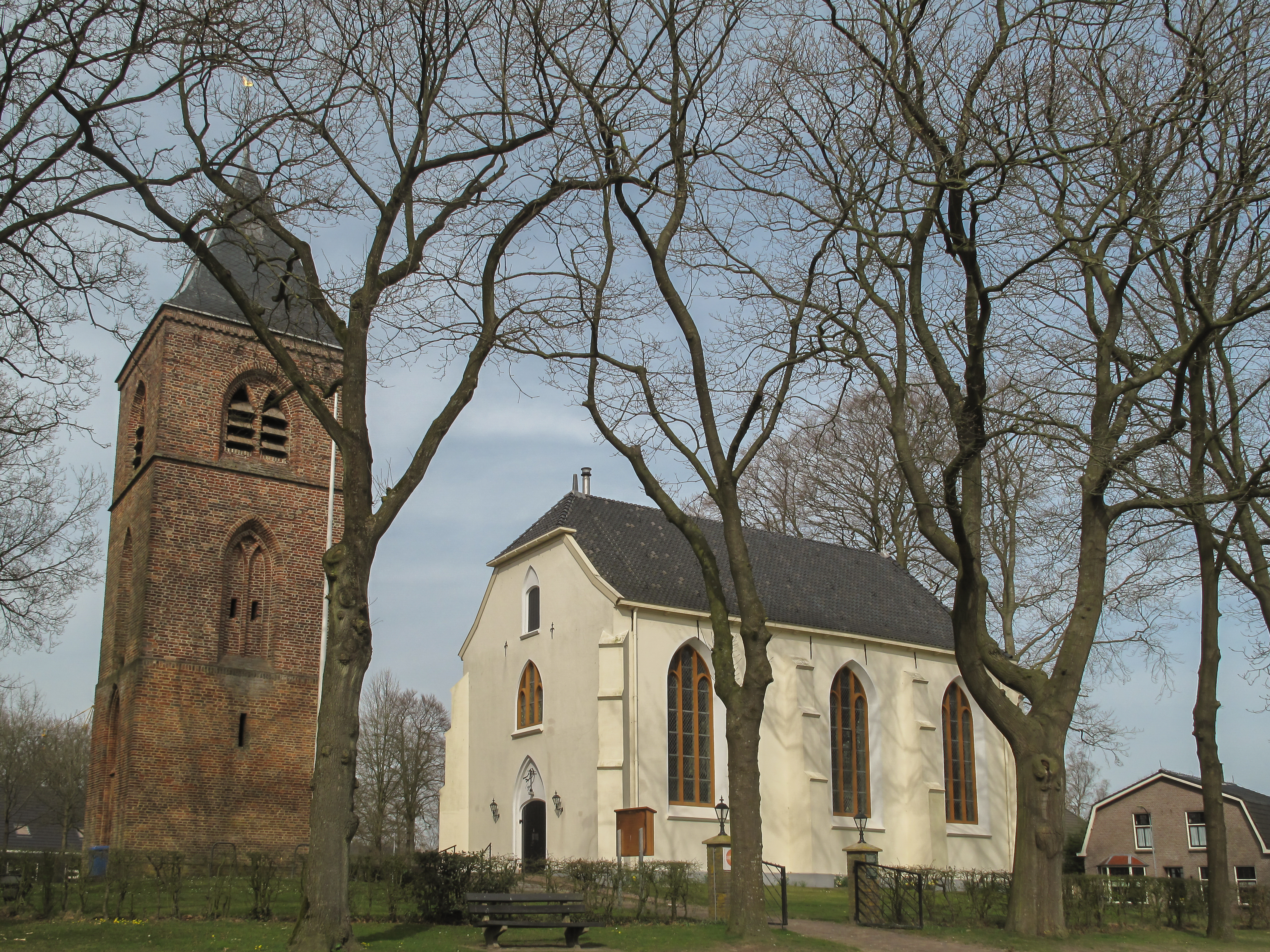
Oosterhesselen, église et tour

Oosterhesselen est un village situé dans la commune néerlandaise de Coevorden, dans la province de Drenthe. Le 1er janvier 2007, le village comptait 1 890 habitants.
Oosterhesselen a été une commune indépendante jusqu'au 1er janvier 1998 ; à cette date, la commune a été rattachée à Coevorden.